# Flugplatz Belladère

i7
i11
i13
Der Flugplatz Belladère (französisch Aéroport Belladère; Haitianisch-Kreolisch Ayewopò Beladè) (LID: HT-0006) lag in Belladère im Département Centre im Osten Haitis an der Grenze zur Dominikanischen Republik.

## Beschreibung
Der Flugplatz Belladère lag mit seiner 590 Meter langen Piste im Westen der Gemeinde an der Route Départemental RD-31. Die Sandpiste ist noch in ihrer früheren Lage zu erkennen, jedoch im Westen als Fußballfeld genutzt und im Osten mit einer Hüttensiedlung bebaut.
Zuletzt wurde der Flugplatz von Chartermaschinen genutzt. Er verfügte über keinerlei zusätzliche Einrichtungen und bestand lediglich aus der unbefestigten Piste. Im Jahr 2011 bezeichnete auch die in Haiti verbreitet tätige Mission Aviation Fellowship den Flugplatz als inaktiv.